# 이스타코
이스타코(e-Starco Co. Ltd.)는 대한민국의 부동산 분양 및 임대 및 교육 기업이다. 본사는 서울시 양천구 오목로 325, 대학빌딩 5층에 위치해 있으며 대표이사는 김승제이다. 충남 서산 베니키아호텔을 소유하고 있다

## 정치테마주
이재명의 장기공공주택 정책과 관련해 테마주로 분류되어 주가가 10배 이상 급등한 적이 있다 회사는 이재명 의원과 당사는 어떠한 관련도 없으며 당사가 영위하는 사업 또한 전혀 관련이 없다고 공시한 바 있다

## 참고문헌
1. ↑  권정두, ‘이재명 테마주’ 이스타코 김승제 회장의 씁쓸한 행보, 시사위크, 2021.07.16
2. ↑  코로나로 문 닫은 서산 베니키아호텔 새 주인 맞아, 한국경제, 2021.10.04
3. ↑  인사 이스타코, 서울경제, 2023년 2월 28일
4. ↑  이재명 테마주로 10배 뛴 이스타코, 뉴시스, 2023년 12월 10일
5. ↑  삼성전자 장기 투자하느니 정치 테마주 단타… 투기판 된 증시 조선비즈 2025-03-03